# 892-я вертолётная эскадрилья разведки и связи
892-я вертолётная эскадрилья разведки и связи (сербохорв. 892. helikopterska eskadrila za izviđanje i vezu / 892. хеликоптерска ескадрила за извиђање и везу) — эскадрилья военно-воздушных сил и войск ПВО СФРЮ. Образована в 1952 году на аэродроме Райловац (Сараево) как эскадрилья связи 7-й военной области (сербохорв. Eskadrila za vezu 7. vojne oblasti / Ескадрила за везу 7. војне области).

## История
Эскадрилья образована 1 февраля 1952 года в соответствии с приказом от 17 декабря 1951 года. Подчинялась 7-му военному округу. Была оснащена различными учебными самолётами и самолётами связи. Преобразована в эскадрилью связи 7-го авиационного командования (сербохорв. Eskadrila za vezu 7. vojne oblasti / Ескадрила за везу 7. војне области) в 1959 году. К апрелю 1961 года согласно плану «Дрвар» по реорганизации югославских ВВС была введена новая система кодовых обозначений, вследствие чего эскадрилья стала называться 892-й эскадрильей авиационной связи.
На её вооружении были самолёты связи «Икарус Курир» югославского производства. В 1964 году после расформирования 7-го авиационного командования эскадрилью закрепили за 7-м военным округом. 17 июля 1966 года, согласно приказу от 17 февраля того же года, эскадрилья была расформирована, однако нумерация осталась в резерве.
Приказом от 9 января 1980 года на сараевском аэродроме Райловац было образовано 892-е вертолётное отделение (сербохорв. 892. helikoptersko odeljenje / 892. хеликоптерско одељење), вошедшее в состав 7-й армии как подразделение воздушной разведки и связи. На его вооружении были вертолёты Soko SA.341 Gazelle, производившиеся в Югославии по лицензии. В соответствии с приказом от 1 марта 1985 года в дальнейшем отделение носило название 892-я вертолётная эскадрилья разведки и связи. В 1988 году после реорганизации полевых армий 893-я эскадрилья была расформирована и вошла в состав 896-й как вертолётное подразделение.

## В составе
- 7-й военный округ (1952—1959)
- 7-е авиационное командование[англ.] (1959—1964)
- 7-й военный округ (1964—1966)
- 7-я армия (1980—1988)

## Предыдущие наименования
- Эскадрилья связи 7-го военного округа (1952—1959)
- Эскадрилья связи 7-го авиационного командования (1959—1961)
- 892-я эскадрилья авиационной связи (1961—1965)
- 892-е вертолётное отделение (1980—1985)
- 892-я вертолётная эскадрилья разведки и связи (1985—1988)

## Авиапарк
- По-2 (1952—1959)
- Zlin 381[англ.] (1952—1958)
- Капрони Булгарски КБ-11 Фазан[англ.] (1952—1959)
- UTVA Аеро 3[англ.] (1959—1961)
- Икарус Курир[англ.] (1955—1965)
- Soko SA.341 Gazelle Hera (1980—1988)